# Norman R. „Bud“ Poile Trophy
Norman R. „Bud“ Poile Trophy je každoročně udělovaná trofej AHL, kterou dostává nejlepší mužstvo základní části Západní konference. V prvních dvou sezonách jí dostával vítěz Západní divize, v letech 2003/04–2010/11 nejlepší klub základní části Západní konference, v letech 2011/12–2014/15 Středozápadní divize. Poprvé byla udělena v sezoně 2001/02.
Trofej nese jméno legendárního hokejisty Buda Poileho.

## Vítězné týmy
Západní konference
- 2020/21 – neuděleno
- 2019/20 – Milwaukee Admirals
- 2018/19 – Bakersfield Condors
- 2017/18 – Tucson Roadrunners
- 2016/17 – San Jose Barracuda
- 2015/16 – Ontario Reign

Středozápadní divize
- 2014/15 – Grand Rapids Griffins
- 2013/14 – Chicago Wolves
- 2012/13 – Grand Rapids Griffins
- 2011/12 – Chicago Wolves

Západní konference
- 2010/11 – Milwaukee Admirals
- 2009/10 – Hamilton Bulldogs
- 2008/09 – Manitoba Moose
- 2007/08 – Chicago Wolves
- 2006/07 – Omaha Ak-Sar-Ben Knights
- 2005/06 – Grand Rapids Griffins
- 2004/05 – Rochester Americans
- 2003/04 – Milwaukee Admirals

Západní divize
- 2002/03 – Houston Aeros
- 2001/02 – Grand Rapids Griffins